# 白水隆
白水隆（1917年9月14日—2004年4月2日），日本昆蟲學家，九州大學名譽教授，專事蝶類的分類與生物地理學研究。

## 生平
1917年在九州福岡市出生。1942年九州帝國大學農學部畢業，1961年獲理學博士。經歷國際鱗翅學會會長、日本鱗翅學會會長、日本昆虫学会會長等。自九州大學退休後，擔任北九州博物館顧問。
1961年參加「美日太平洋地區昆蟲學術調查團」而訪問台灣。1965年前往埔里山區調查昆蟲。1966年三度來台，前往玉山從事昆蟲採集。
2004年4月2日晚間由於急性心臟衰竭逝世，享壽86歲。

## 主要著作
- 《日本産蝶類分布表》（1958年）
- 《原色昆虫大図鑑――蝶蛾編》（1959年）
- 《原色図鑑日本の蝶》（1965年）
- 《原色台湾蝶類大図鑑》（1960年）
- 《原色日本蝶類幼虫大図鑑1》（1960年）
- 《原色日本蝶類幼虫大図鑑2》（1962年）